# Supergranulação
Supergranulação é um padrão particular na superfície do Sol. Foi descoberto na década de 1950 por A. B. Hart, através de medidas de velocidade de Doppler mostrando movimentos horizontais na fotosfera (de 300 a 500 m/s). Estas características possuem uma extensão média de 30 mil km, possuindo um comportamento ondulatório, de período de 6 a 9 dias.